# Erica mannii
Erica mannii är en ljungväxtart. Erica mannii ingår i släktet klockljungssläktet, och familjen ljungväxter.

## Underarter
Arten delas in i följande underarter:
- E. m. mannii
- E. m. pallidiflora
- E. m. usambarensis